# Niederhaslach
Niederhaslach là một xã thuộc tỉnh Bas-Rhin trong vùng Grand Est đông bắc Pháp.
It is noteworthy for its Gothic church.